# Charles Reginald Enock
Charles Reginald Enock auch in den Namensvarianten C. Reginald Enock oder C. R. Enock (* 23. November 1868 in Edgbaston, Birmingham, England; † 7. April 1970 in Midhurst, West Sussex, England) war ein britischer Ingenieur, Lateinamerikaforscher und Autor.

## Leben

### Familie und Ausbildung
Der im Spätherbst 1868 in der damaligen Birminghamer Vorstadt Edgbaston, heute Stadtteil, als drittes von neun Kindern des Arthur Henry Enock (1839–1917) sowie dessen Ehegattin Lavinia Georgina geborene Hollis (1841–1899) zur Welt gekommene Charles Reginald Enock empfing im Sommer 1869 die Taufe in der St. Luke's Church in Birmingham. Der im Stadtteil Balsall Heath aufgewachsene Enock absolvierte nach seinem Pflichtschulschluss das Studium der Montanwissenschaften sowie des Bauingenieurwesens. Charles Reginald Enock heiratete am 23. Juni 1899 in Santil in Mexiko die aus ärmlichen Verhältnissen stammende Concha Lavin. Das Paar heiratete ein zweites Mal am 14. Juli 1901 in Newton Abbot in der Grafschaft Devon in England. Charles Reginald Enock verstarb im Frühjahr 1970 im hohen Alter von 101 Jahren in Midhurst. 

### Berufliches Wirken
Der nach seinem Studienabschluss als Bauingenieur eingesetzte Charles Reginald Enock bereiste seit dem Ende des 19. Jahrhunderts, bis in die frühen 1920er Jahre, im Auftrag US-amerikanischer Investoren die lateinamerikanischen Länder Mexiko, Ecuador und Peru. Der zum Fellow der Royal Geographical Society gewählte Enock bekleidete zusätzlich Stellen als Lecturer am Institute of British Geographers und für die Royal Society of Arts in London. Der passionierte Forscher Charles Reginald Enock trat insbesondere mit grundlegenden humangeographischen und physiogeographischen Beiträgen hervor.

## Publikationen
- zusammen mit Martin Hume: Mexico : its ancient and modern civilisation, history and political conditions, topography and natural resources, industries and general development, in: South American series, 3., Fisher Unwin, London [u. a.], 1909
- Farthest west : Life and travel in the United States, London, 1910
- The Andes and the Amazon : life and travel in Peru, T. Fisher Unwin, London, 1912
- The land laws and "socialism" of the Incas of Peru, in: National Liberal Club Political and Economic Circle.; Transactions, P.S. King & Son, London, 1912
- zusammen mit W. E. Hardenburg: The Putumayo, the devil's paradise, travels in the Peruvian Amazon region and account of the atrocities committed upon the Indians therein, T. F. Unwin, London, 1912
- The secret of the Pacific. : A discussion of the origin of the early civilisations of America... and of the possibilities of Asiatic influence thereon, London, 1912
- The republics of Central and South America, their resources, industries, sociology and future, London, 1913
- Ecuador, its ancient and modern history, topography and natural resources, industries and social development, T. F. Unwin, London, 1914
- The Panama canal (its past, present, and future), in: Nation's library, Collins' cleartype Press, London, Glasgow, 1914
- Peru : its former and present civilisation, history and existing conditions, topography and natural resources, commerce and general development, in: South American series, 2., T. Fisher Unwin, London, 1916
- Spanish America, its romance, reality and future, T. Fisher Unwin, London, 1920